# 原産地証明書
原産地証明書（げんさんちしょうめいしょ）とは、取引の対象となっている物品が、特定国・特定地域において生産され、製造され、または加工されたことを証明する書類である。英語ではCertificate of Originと呼称される。
その用途は、当該物品の輸入申告時に、輸入関税について、一般よりも低い関税（特恵関税・FTA等）または高い関税（報復関税・アンチダンピング課税等）を課すために用いられることが普通であるが、特定国産の物品について輸入禁止・制限の必要から利用されることもある（中東諸国によるイスラエルボイコット等）。
原産地証明書の発行者としては、輸出国の税関、商工会議所、輸出組合・関連団体、輸出国に存在する輸入国領事館、物品の製造業者（メーカー）、信用状の受益者（Beneficiary）、輸出者自身等である。
尚、特恵関税（特定国の産品に対して適用される、普通よりも低率の関税）の適用を受けるためには、国際的に合意された原産地証明書の様式(フォームA）を用いる必要がある。

## 日本の水産物
日本では、大西洋まぐろ類保存国際委員会の取り決めに従い、クロマグロ等を輸出又は再輸出する際には、漁獲証明書、統計証明書、輸出証明書又は再輸出証明書の添付するなど原産地証明を確実なものとすることが求められる。また国内独自の取り組みとして、ナマコの密漁による漁業被害の発生と暴力団の資金源となることを防ぐため、2020年を目途に漁獲証明制度を整備し、税関などで都道府県の漁業協同組合連合会が発行する原産地証明書の提示を求める措置を講じることとしている。